# Verwaltungsgemeinschaft Möckern-Loburg-Fläming

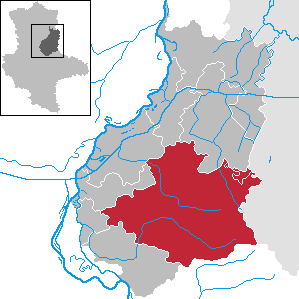
Lage der Verwaltungsgemeinschaft Möckern-Loburg-Fläming im Landkreis Jerichower Land

Die Verwaltungsgemeinschaft Möckern-Loburg-Fläming war eine Verwaltungsgemeinschaft im Landkreis Jerichower Land in Sachsen-Anhalt.
Sie umfasste eine Fläche von 530,19 km² und hatte 15.177 Einwohner (Stand: 31. Dezember 2006).

## Geschichte
Die Verwaltungsgemeinschaft Möckern-Fläming wurde am 1. Januar 2005 aus den Gemeinden der aufgelösten Verwaltungsgemeinschaften Fläming-Fiener (außer Gladau, Paplitz und Tucheim) und Möckern gebildet.
Die Verwaltungsgemeinschaft Möckern-Loburg-Fläming wurde am 1. Juli 2007 gebildet. Sie entstand aus der Verwaltungsgemeinschaft Möckern-Fläming und den durch die Kreisgebietsreform 2007 aus dem ehemaligen Landkreis Anhalt-Zerbst in den Landkreis Jerichower Land wechselnden Gemeinden Hobeck, Loburg, Rosian und Schweinitz.
Am 1. Januar 2009 wurden die Stadt Loburg und die Gemeinden Dörnitz, Hobeck, Küsel, Rosian, Schweinitz, Tryppehna, Wallwitz und Zeddenick in die Stadt Möckern eingemeindet, dadurch verringerte sich die Zahl der Mitgliedsgemeinden von 20 auf elf.
Am 1. Juli 2009 schied Reesen durch die Eingemeindung in die Kreisstadt Burg aus der Verwaltungsgemeinschaft aus. Außerdem wurden die Gemeinden Magdeburgerforth und Reesdorf nach Möckern eingemeindet.
Am 1. Januar 2010 wurden Drewitz, Grabow, Krüssau, Rietzel und Wüstenjerichow nach Möckern eingemeindet.
Am 1. September 2010 wurden schließlich Schopsdorf und Stresow in die Stadt Möckern eingemeindet, wodurch die Stadt zur Einheitsgemeinde wurde.
Das Verwaltungsgericht Dessau hob am 31. August 2011 die Eingemeindung von Schopsdorf und die Auflösung der Verwaltungsgemeinschaft Möckern-Loburg-Fläming auf. Mit der Eingemeindung von Schopsdorf in die Stadt Genthin am 1. Juli 2012 wurde die Verwaltungsgemeinschaft aufgelöst. Letzter Leiter der Verwaltungsgemeinschaft war Frank von Holly.